# Bagrationowsk (stacja kolejowa)
Bagrationowsk (ros. Багратионовск) – stacja kolejowa w miejscowości Bagrationowsk, w rejonie bagrationowskim, w obwodzie królewieckim, w Rosji. Położona jest na linii Królewiec – Bagrationowsk.

## Historia
Stacja powstała w okresie przynależności Prus Wschodnich do Niemiec. Początkowo nosiła nazwę Preußisch Eylau. W 1945 przez kilka miesięcy stacja położona była w Polsce. Następnie w Związku Sowieckim, będąc sowiecką, a następnie rosyjską stacją graniczną na granicy z Polską. Współcześnie przejście oficjalnie istnieje, lecz stan torowiska na linii transgranicznej nie pozwala na ruch pociągów
.